# オナニークラブ
オナニークラブ(通称「オナクラ」)とは、個室内で男性客がオナニーする様子を女性店員に見てもらう風俗店の一種。女性店員は基本的に着衣のまま見ているだけで、ファッションヘルスのように女性店員から男性客への性的サービスは無いものとされる。草創期の一時期、「プラトニッククラブ」を略し「プラクラ」と呼称されていたこともある。

## 概要
客から店員へのタッチは無く、客がオナニーする様子を女性店員に見てもらうだけであり、女性店員も着衣のまま裸にはならず、会話等、他には何もしないのが基本であるが、店舗によって有料のオプションサービスで様々な工夫が凝らされている。オプションサービスの一例は次の通り（種類は多様化しつつある）。
- 女性店員の脱衣、オナニー相互観賞。
- 女性店員による手コキまたはマッサージ。
- 女性店員によるフェラチオ。
- 女性店員によるアダルト小説の朗読。
- 女性店員による淫語トーク。
- 女性店員が客を罵倒する言葉によるソフトSM。
- 女性店員による精液の手受け。
- 学習用顕微鏡による精子観察。
- 時間内なら何度でも射精できる発射無制限。
- オナホールやローションの使用。
- 女性店員とのツーショットチェキ。

のぞき部屋やアダルト系ライブチャットでは女性のオナニーを鑑賞できるが、オナクラでは客が自身のオナニーを見せることがメインであり、相互に鑑賞することも可能である。「見るだけ風俗」などと呼ばれ、普通っぽい子やアイドルっぽい子を集めている。